# Nicola Salsi
Nicola Salsi (Reggio Emilia, 13 settembre 1997) è un pallavolista italiano, palleggiatore del Cisterna.

## Carriera

### Club
La carriera di Nicola Salsi inizia nel 2012 nelle giovanili del Modena con le quali vince uno scudetto under 20 nell'annata 2015-16: esordisce in prima squadra nella stagione 2016-17 disputando la Superlega ed aggiudiandosi la Supercoppa 2016. Nell'annata seguente si accasa al Club Italia, con il quale disputa due stagioni in serie A2, facendo ritorno al club di Modena, sempre in massima serie, per il campionato 2019-20.
Nell'annata successiva torna nel campionato cadetto, ingaggiato dall'Emma Villas: tuttavia nella stagione successiva è ancora una volta al Modena, in Superlega, con cui si aggiudica la Coppa CEV 2022-23.
Nella stagione 2023-24 si trasferisce in Austria, al Tirol, in Austrian Volley League Men, vincendo la Supercoppa austriaca e il campionato. Nell'annata successiva rientra in Italia firmando per la You Energy, in Superlega, categoria dove gioca anche nell'annata seguente, ma con il Cisterna.

### Nazionale
Nel 2019 ottiene le prime convocazioni nella nazionale maggiore, vincendo, nello stesso anno, la medaglia d'oro alla XXX Universiade: lo stesso metallo lo ottiene anche nell'edizione successiva.

## Palmarès

### Club
- Campionato austriaco: 1

2023-24
- Supercoppa italiana: 1

2016
- Supercoppa austriaca: 1

2023
- Coppa CEV: 1

2022-23

### Nazionale (competizioni minori)
- Universiade 2019
- Giochi mondiali universitari estivi 2023